# Gilda De Bal
Gilda De Bal (Mechelen, 19 december 1950) is een Vlaamse actrice.
Gilda De Bal studeerde drama aan het Koninklijk Conservatorium te Brussel en had les van Nand Buyl en Leo Dewals. Haar medeleerlingen waren Luk De Konink, Jaak Van Assche, Tessy Moerenhout, Luk van Mello, Chris Cauwenberghs, Josse De Pauw, Magda De Winter, Luc Springuel, Tuur De Weert en René Verreth.
Ze begon haar theaterloopbaan bij Koninklijke Vlaamse Schouwburg en speelde later voornamelijk bij Arca, vervolgens bij Blauwe Maandag Compagnie (onder regisseur Luk Perceval) en Het Toneelhuis. Met Oom Vanja stond ze vier seizoenen op de planken. Recenter acteerde ze ook in Mefisto for ever, Wolfskers en Atropa. Daarnaast stond ze ook nog op de planken bij Het Gezelschap Van De Witte Kraai, de KNS en NTGent. In maart 2013 ging Romeo en Julia in première bij Het Toneelhuis. In een regie van Mokhallad Rasem neemt ze er samen met haar echtgenoot Vic De Wachter de hoofdrol voor haar rekening. Het stuk werd een tweede seizoen hernomen. In de herfst van 2014 volgde Augustus ergens op de vlakte, een met een Pulitzerprijs bekroond stuk van Tracy Letts.
In 2004 ontving zij de Colombina, de prijs voor de beste vrouwelijke bijrol in het Nederlands theaterseizoen voor haar rol als Vanja's moeder in Oom Vanja naar Tsjechov. Deze productie van Het Toneelhuis werd geregisseerd door Luk Perceval.
Ze had ook rollen in meerdere films en televisieseries.
De Bal heeft samen met Walter Moeremans een dochter, Sarah Moeremans (°1979). Sinds 1982 heeft ze een relatie met Vic De Wachter. Haar gevecht tegen kanker in de jaren tachtig maakt dat ze nu nog regelmatig getuigt over haar ziekte en de Vlaamse Liga tegen Kanker steunt.

## Filmografie
- Het geheugenspel als Martha Deridder (2023)
- Allemaal familie als Greta (2016)
- De helaasheid der dingen als Meetje (2009)
- De zusjes Kriegel als Grootmoeder Diana (2004)
- De Verlossing als Magda (2001)
- Vriendinnen (2000)
- Charlotje (1998)
- Marie Antoinette is niet dood als De keizerin (1995)
- Prettige feesten als Suzy (1989)
- De schietspoeldynastie als Alberta Hofstadt (1989)
- Gejaagd door het weekend (1989)
- De vulgaire geschiedenis van Charelke Dop als Boeboeske (1985)
- Hedda Gabler als Elvested (1984)
- Het Feestkomitee als Lena (1981)
- De Stille zomer (1981)
- Zandkasteel als Narcisse (1980)
- Een maand op het land als Wera (1979)
- Er was eens in december als Ann (1978)
- De Brusselse straatzanger als Berthilda (1987)
- Het huwelijksfeest als Maureen Dawson (1978)
- Zaterdag, zondag, maandag als Giulianella (1977)
- Fientje Beulemans als Marie (1974)
- Schapenborre als Pascuala (1974)

## Televisieserie
- Assisen (2023) - als Marie-Claire Indria
- Gent West (2017)
- Patrouille Linkeroever (2016) - als moeder commissaris Geubels
- Amateurs (2014)
- Cordon (2014)
- Loslopend wild (2012-2022) - verschillende rollen
- Clan als Irène (2012)
- Quiz Me Quick (2012) als Mathilde (2012)
- Vermist III als Vera Janssens (2011)
- Rang 1 (2011) als Paula Sterckx
- Het goddelijke monster als Marja Deschryver (2011)
- De Rodenburgs als Benedicte Rodenburg (2009-2011)
- Mega Mindy als Esmeralda (2006)
- Aspe als Moeder Duthoo (2006)
- Sedes & Belli (2002) als Carine Moens
- Stille Waters (2002) als Marleen Vandermeersch
- Engeltjes (1999)
- Heterdaad als Eerste Opperwachtmeester Matti Tomassetti (1996-1999)
- Adriaen Brouwer (1986)
- Meester, hij begint weer! (1985)
- Transport als Sonja (1983)
- De Dwaling als Monika

## Theaterwerk
- AUGUSTUS ergens op de vlakte - spel - 2014
- Romeo & Julia  - spel  - 2012-2014
- Het mystieke huwelijk - De man zonder eigenschappen II  - performance  - 2011-2012
- Musil Marathon (De man zonder eigenschappen, Het mystieke huwelijk, De misdaad)  - met  - 2011-2012
- De man zonder eigenschappen I  - spel  - 2009-2011
- De Pruimelaarstraat  - spel  - 2009-2011
- Atropa  - spel  - 2007-2010
- Wolfskers  - spel  - 2007-2009
- De Pruimelaarstraat  - spel  - 2008-2009
- Mefisto for ever  - spel  - 2006-2009
- Oom Vanja  - acteur  - 2003-2007
- Andromak  - acteur  - 2003-2004 & 2006-2007
- Een geschiedenis van de wereld in 10 1/2 hoofdstuk  - van en met  - 2006-2007
- Onegin  - met  - 2005-2007
- Andromak (Franse versie)  - acteur  - 2004-2006
- Dood van een handelsreiziger  - acteur  - 2005-2006
- De toverberg  - met  - 2004-2005
- Trilogie van het weerzien  - acteur  - 2002-2003
- Mamma Medea  - acteur  - 2001-2002
- De theatermaker  - acteur  - 2000-2001
- Virginia  - acteur  - 2000-2001
- In de verdure  - acteur  - 1999-2000
- Te  - coaching - 1998-2000
- De drumleraar / Juffrouw Tania  - acteur  - 1994-1995
- All for love  - acteur  - 1993-1994
- Hij vond haar - zij vond van niet  - begeleiding  - 1993-1994
- Getaway  - acteur  - 1993-1994
- Joko  - acteur  - 1993-1994
- De Drumleraar  - acteur  - 1993-1994
- All for love  - acteur  - 1992-1993
- Dozen  - acteur  - 1992-1993
- Boste  - acteur  - 1991-1992
- Repetitie I  - acteur  - 1991-1992
- Losing time  - acteur  - 1990-1991
- Emilia Galotti  - acteur  - 1989-1990
- Zomergasten  - acteur  - 1989-1990
- De broek  - acteur  - 1988-1989
- Platonov  - acteur  - 1988-1989
- Nachtasiel  - acteur  - 1988-1989
- Prettige feesten  - acteur  - 1988-1989
- Hotel Bellevue  - acteur  - 1987-1988
- Het gebroed onder de maan  - acteur  - 1987-1988
- De broek  - acteur  - 1987-1988
- De tuinman  - acteur  - 1986-1987
- De dwaling  - acteur  - 1986-1987
- De revisor  - acteur  - 1986-1987
- De ambassadeur  - acteur  - 1986-1987
- De wesp  - acteur  - 1986-1987
- De koopman van Venetië  - acteur  - 1986-1987
- Don Gil met de groene broek  - acteur  - 1985-1986
- De Kersentuin  - acteur  - 1985-1986
- Montserrat  - acteur  - 1985-1986
- Maak plaats, Mevrouw  - acteur  - 1985-1986
- Merkwaardige Paren  - acteur  - 1985-1986
- Ik en jij, hij en zij  - acteur  - 1984-1986
- Ieder zijn waarheid  - spel  - 1984-1985
- Merkwaardige paren  - acteur  - 1984-1985
- Maak plaats, Mevrouw  - acteur  - 1984-1985
- Stilte, a.u.b.  - spel  - 1983-1984
- Hedda Gabler  - spel  - 1982-1983
- De geschiedenis van een paard  - spel  - 1982-1983
- Het Pleintje  - spel  - 1982-1983
- Kinderen van een mindere God  - spel  - 1981-1983
- Schimmenspel  - spel  - 1982-1983
- Passies  - spel  - 1981-1982
- De blauwe maarschalk  - spel  - 1981-1982
- Agamemnoon  - koor  - 1981-1982
- Bravo Arthur  - acteur  - 1980-1981
- Lijf en ziel  - spel  - 1980-1981
- Het bezoek van de oude dame  - acteur  - 1980-1981
- Jessica !  - acteur  - 1977-1978
- De zwarte exsellentie  - regie-assistentie  - 1972-1973
- Elck wat wils  - acteur  - 1972-1973

- Gemeinsame Normdatei: 107150018X
- International Standard Name Identifier: 0000 0001 3359 7964
- MusicBrainz: ce9d887a-ecd5-4912-9044-4562545fe45c
- Virtual International Authority File: 315963913
- WorldCat: E39PBJdx3GyvVXD6gqJpvpkCcP